# San Martín de Bolaños
San Martín de Bolaños è un comune del Messico, situato nello stato di Jalisco.